# Potok (Podujevo)
Pour les articles homonymes, voir Potok.
Potok en albanais et Potok en serbe latin (en serbe cyrillique : Поток) est une localité du Kosovo située dans la commune/municipalité de Podujevë/Podujevo, district de Pristina (Kosovo) ou district de Kosovo (Serbie). Selon le recensement kosovar de 2011, elle compte 61 habitants, tous albanais.

## Démographie

### Évolution historique de la population dans la localité
| 1948 | 1953 | 1961 | 1971 | 1981 | 1991 | 2011 |
| ---- | ---- | ---- | ---- | ---- | ---- | ---- |
| 163  | 161  | 161  | 175  | 156  | 130  | 61   |

|  |